# Crotalaria thomasii
Crotalaria thomasii är en ärtväxtart som beskrevs av Hermann August Theodor Harms. Crotalaria thomasii ingår i släktet sunnhampor, och familjen ärtväxter. Inga underarter finns listade i Catalogue of Life.